# Albert Uderzo
Alberto Aleandro Uderzo (Fismes, 25 april 1927 – Neuilly-sur-Seine, 24 maart 2020) was een Frans striptekenaar en stripscenarist die vooral bekend is geworden door de strip Asterix.

## Biografie
Uderzo werd geboren als kind van Italiaanse immigranten die in 1934 het Franse staatsburgerschap verwierven. Hij maakte zichzelf de kunst van het striptekenen eigen, met de figuren van Walt Disney als voorbeeld. Tijdens de Tweede Wereldoorlog werkte hij voor de Société parisienne d'édition. Na de oorlog illustreerde hij romans, en daarnaast begon hij de strip Belloy, Le Prince Rollin, en werkte hij voor France Dimanche en France Soir.
In 1950 ontmoette hij in Brussel zijn Belgische vakgenoten Victor Hubinon, Eddy Paape, Mitacq, en Jean-Michel Charlier. Met de laatste werkte hij aan nieuwe avonturen van Belloy, Le Prince Rollin. In hetzelfde jaar leerde hij ook de striptekenaar René Goscinny kennen. Dit was het begin van een langdurige samenwerking, met Goscinny in de rol van scenarist.
In 1959 werd Uderzo de artistieke directeur van het nieuwe Franse striptijdschrift Pilote, waarin hij Asterix tekende (met Goscinny als scenarist) en Tanguy en Laverdure (met Charlier). Ondanks het feit van het grote succes van Tanguy en Laverdure ging zijn voorkeur uit naar het humoristische Asterix, wat de andere reeks ging overvleugelen. Vanaf 1967 ging hij zich volledig op het tekenen van die reeks toeleggen.
Samen met René Goscinny maakte hij ook de serie Oumpah Pah le Peau-Rouge (Hoempa Pa), die vanaf 1958 verscheen in het Belgische stripweekblad Kuifje, Jehan Pistolet (Johan Pikbroek), Luc Junior en Benjamin et Benjamine.

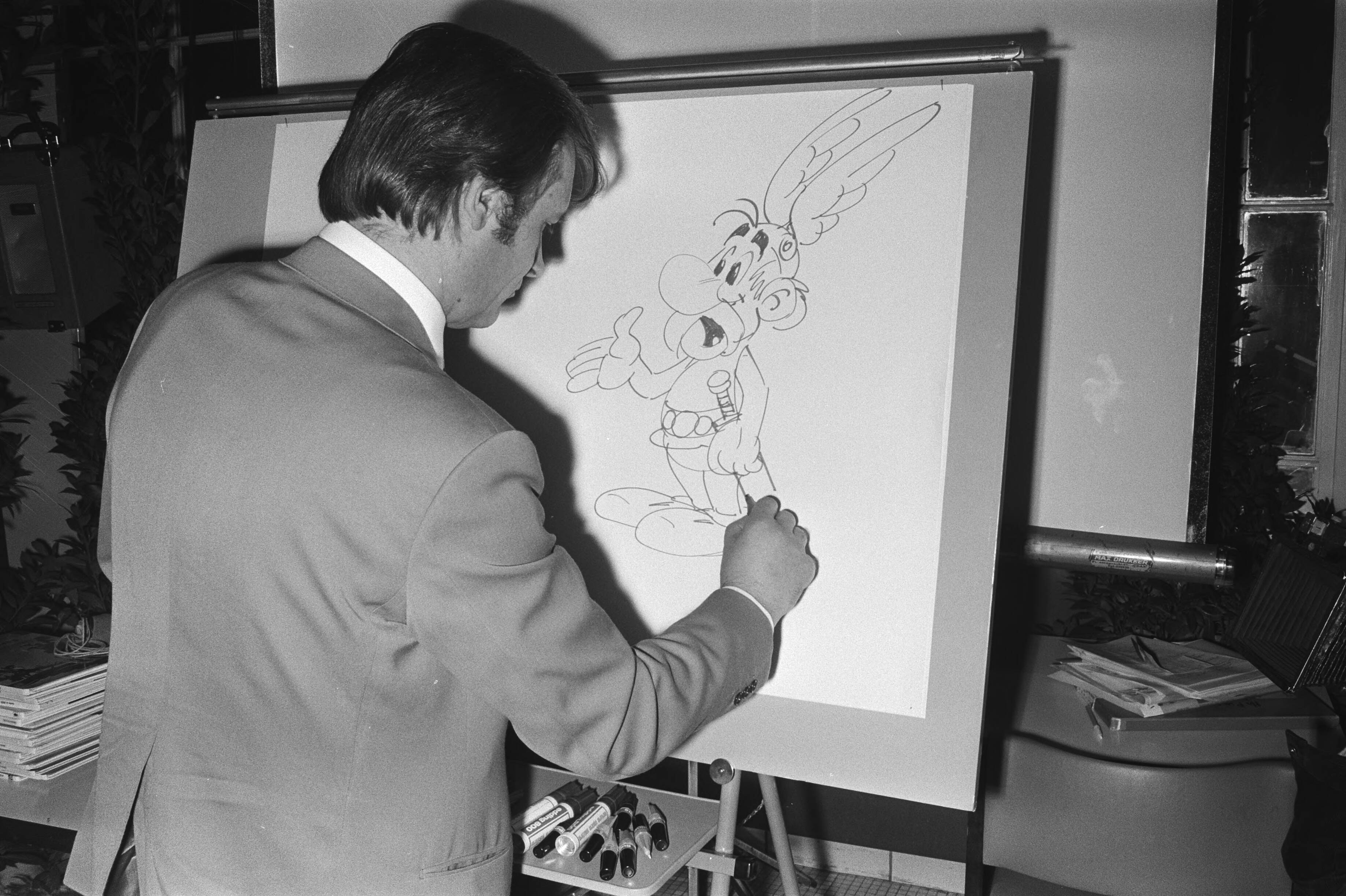
Albert Uderzo tekent Asterix in de Bijenkorf, Amsterdam (1971)

In 1985 kreeg Uderzo van de Franse staat het ereteken van Ridder in de Nationale Orde van Verdienste. In 2013 promoveerde hij tot Officier. Bij de Nederlandse lintjesregen van 2006 is Uderzo benoemd tot Ridder in de Orde van de Nederlandse Leeuw. Deze onderscheiding werd hem uitgereikt op dinsdag 6 maart 2007 in de ambtswoning van de Nederlandse ambassadeur in Parijs. 
Naast zijn verdiensten voor de stripwereld werd Uderzo gelauwerd wegens zijn betekenis voor het historisch en klassiek onderwijs in Nederland, zijn bijdrage aan de Europese eenwording en het onderling respect voor andere culturen.
Begin 2009 gaven Albert Uderzo en Anne, de dochter van de in 1977 overleden Goscinny, te kennen dat zij de groep Hachette Livre de toestemming gaven om de Asterix-reeks ook na Uderzo's overlijden voort te zetten. De uitgeversgroep verwierf eind 2008, 60% van de aandelen van Albert-René. Het is niet bekend of Uderzo ook bepaalde voorwaarden gesteld heeft ten aanzien van het karakter van de toekomstige albums.
In januari 2015 publiceerde Uderzo twee tekeningen als blijk van medeleven na de aanslag op Charlie Hebdo.
Uderzo stierf op 92-jarige leeftijd aan een hartaanval.

## Kleurenblindheid
Uderzo was kleurenblind. In het begin van zijn loopbaan leverde dat soms hilarische situaties op als hij bijvoorbeeld een paard groen had ingekleurd. Het inkleuren deed hij later dan ook niet zelf.